# АЭС Каттеном
АЭС Каттеном (фр. Centrale nucléaire de Cattenom) — действующая атомная электростанция на северо-востоке Франции в регионе Лотарингия. 
АЭС расположена на территории коммуны Каттеном в департаменте Мозель. При выборе места для станции был предусмотрен риск наводнения — она расположена в 3 км от реки Мозель и находится на 20 метров выше отметки всех происходивших в этом регионе когда-либо наводнений.
АЭС включает в себя 4 энергоблока с реакторами с водой под давлением (PWR) P’4 разработки Framatome мощностью по 1362 МВт каждый.

## Информация об энергоблоках
| Энергоблок | Тип реакторов     | Мощность | Мощность | Начало строительства | Физпуск    | Подключение к сети | Ввод в эксплуатацию | Закрытие |
| Энергоблок | Тип реакторов     | Чистый   | Брутто   | Начало строительства | Физпуск    | Подключение к сети | Ввод в эксплуатацию | Закрытие |
| ---------- | ----------------- | -------- | -------- | -------------------- | ---------- | ------------------ | ------------------- | -------- |
| Каттеном-1 | PWR, P'4 REP 1300 | 1300 МВт | 1362 МВт | 29.10.1979           | 24.10.1986 | 13.11.1986         | 01.04.1987          | —        |
| Каттеном-2 | PWR, P'4 REP 1300 | 1300 МВт | 1362 МВт | 28.07.1980           | 07.08.1987 | 17.09.1987         | 01.02.1988          | —        |
| Каттеном-3 | PWR, P'4 REP 1300 | 1300 МВт | 1362 МВт | 15.06.1982           | 16.02.1990 | 06.07.1990         | 01.02.1991          | —        |
| Каттеном-4 | PWR, P'4 REP 1300 | 1300 МВт | 1362 МВт | 28.09.1983           | 04.05.1991 | 27.05.1991         | 01.01.1992          | —        |